# تركسات 6 إيه
تركسات 6 إيه هو قمر صناعي للاتصالات تركي الصُنع. أصبح هذا القمر الصناعي أول قمر صناعي للاتصالات يُنْتَجُ محلياً بالكامل. تم بنجاح إطلاقه في ٨ يولو عام 2023.